# SM UB-28
SM UB-28 – niemiecki jednokadłubowy okręt podwodny typu UB II zbudowany w stoczni AG Weser, Bremie w roku 1915. Zwodowany 31 grudnia 1915 roku, wszedł do służby w Kaiserliche Marine 7 stycznia 1916 roku. W czasie swojej służby, SM UB-28 nie odniósł żadnych sukcesów.

## Budowa
Okręt SM UB-28 należał do typu UB-II, który był następcą typu UB I. Był średnim jednokadłubowym okrętem przeznaczonymi do działań przybrzeżnych, o prostej konstrukcji, długości 36,13 metrów, wyporności w zanurzeniu 263 BRT, zasięgu  6450 Mm przy prędkości 5 węzłów na powierzchni oraz 45 Mm przy prędkości 4 węzły w zanurzeniu. W typie II poprawiono i zmodernizowano wiele rozwiązań, które były uważane za wadliwe w typie I. Zwiększono moc silników, pojedynczy wał zastąpiono dwoma.

## Służba
Dowódcą okrętu został 17 grudnia 1915 roku mianowany Ernst Rosenow. Rosenow dowodził okrętem do 13 stycznia 1916 roku nie odnosząc żadnych sukcesów. Dalsze losy okrętu nie są znane.
24 listopada 1918 roku UB-28 został poddany Royal Navy. A w 1919 roku został zezłomowany w Bo’ness, miasta portowego na zachód od Edynburga.